# Joseph Thompson

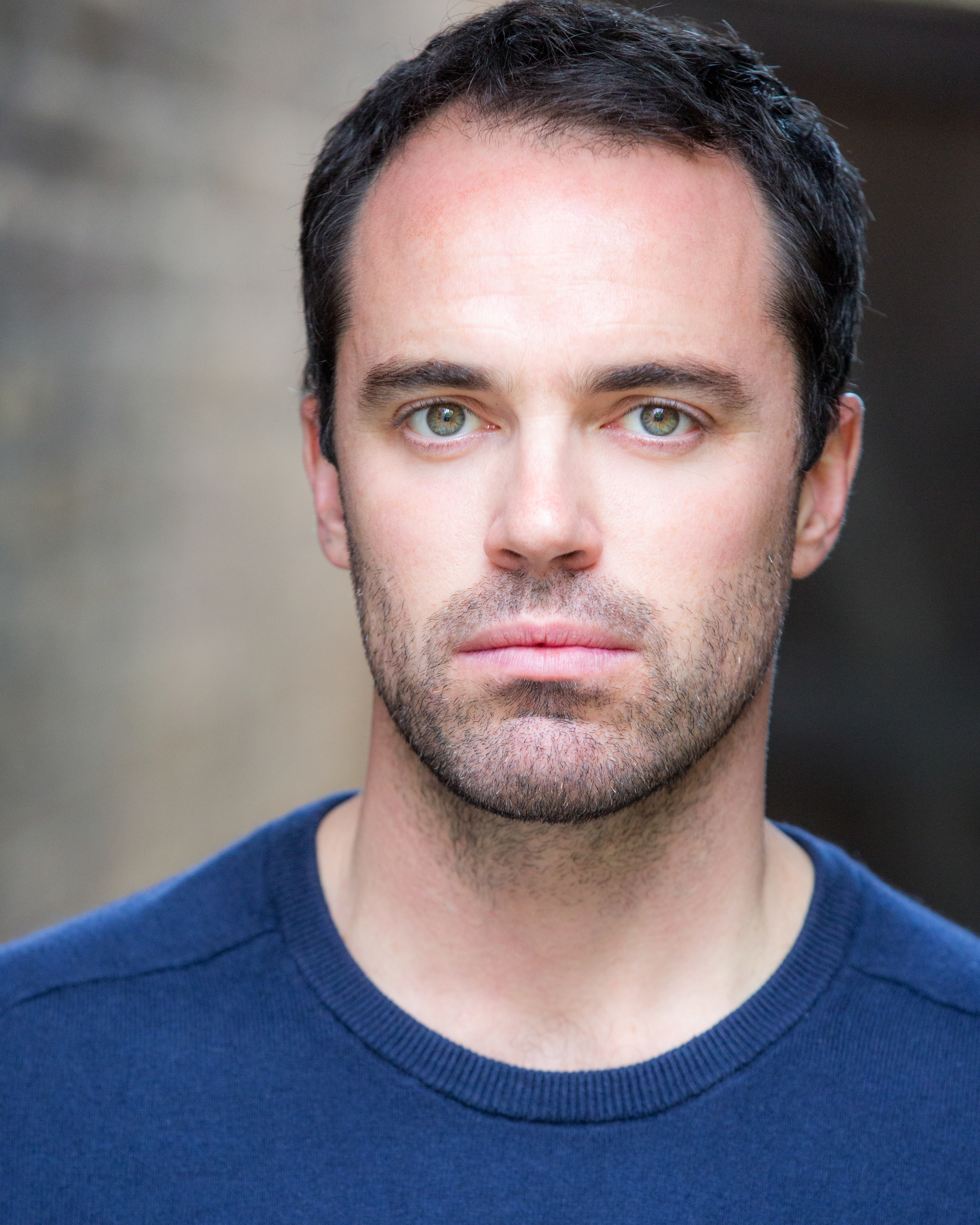
Joseph Thompson

Joseph Thompson, auch Joe Thompson, (* im Vereinigten Königreich) ist ein Schauspieler.

## Leben
Er studierte an der University of Bristol und absolvierte eine Schauspielausbildung an der Webber Douglas Academy of Dramatic Art.
Seinen ersten Auftritt absolvierte Thompson 2003 in einer Folge der Fernsehserie Georgian Underworld. 2008 hatte er seine erste Filmrolle in She Stoops to Conquer. Seine erste wiederkehrende Rolle hatte er 2008 bis 2015 in der Fernsehserie Casualty. In der Fernsehserie Hollyoaks spielte Thompson 2012 bis 2013 eine durchgehende Rolle.
Er gewann 2013 den British Soap Award als bester Newcomer und wurde 2013 für seine Darstellung von Dr. Browning in derselben Kategorie bei den National Television Awards nominiert. Außerdem wurde er bei den British Soap Awards 2014 für die beste On-Screen-Partnerschaft mit Jennifer Metcalfe nominiert.
Nach seinem Ausstieg bei Hollyoaks zog er in die Vereinigten Staaten.

## Filmografie
- 2003: Georgian Underworld (Fernsehserie, Folge 1x02)
- 2007: EastEnders (Fernsehserie, eine Folge)
- 2008: She Stoops to Conquer (Fernsehfilm)
- 2008, 2015: Casualty (Fernsehserie, 2 Folgen)
- 2011: National Theatre Live: The Cherry Orchard
- 2012–2013: Hollyoaks (Fernsehserie, 139 Folgen)
- 2014: Elementary (Fernsehserie, Folge 2x22 Die Liste)
- 2017: Time After Time (Fernsehserie, Folge 1x01)
- 2018: Royal Matchmaker – Die königliche Heiratsvermittlerin (Royal Matchmaker, Fernsehfilm)
- 2020: Silent Witness (Fernsehserie, 2 Folgen)
- 2021: The One – Finde dein perfektes Match (The One, Fernsehserie, Folge 1x06)
- 2022: Slow Horses – Ein Fall für Jackson Lamb (Slow Horses, Fernsehserie, Folge 1x02 After Work Drinks)
- 2022: Marriage (Fernsehserie, Folge 1x03)
- 2023: The Sixth Commandment (Miniserie, Folge 1x03)
- 2023: Mord auf Shetland (Shetland, Fernsehserie, Folge 8x01)